# Zbigniew Karpiński

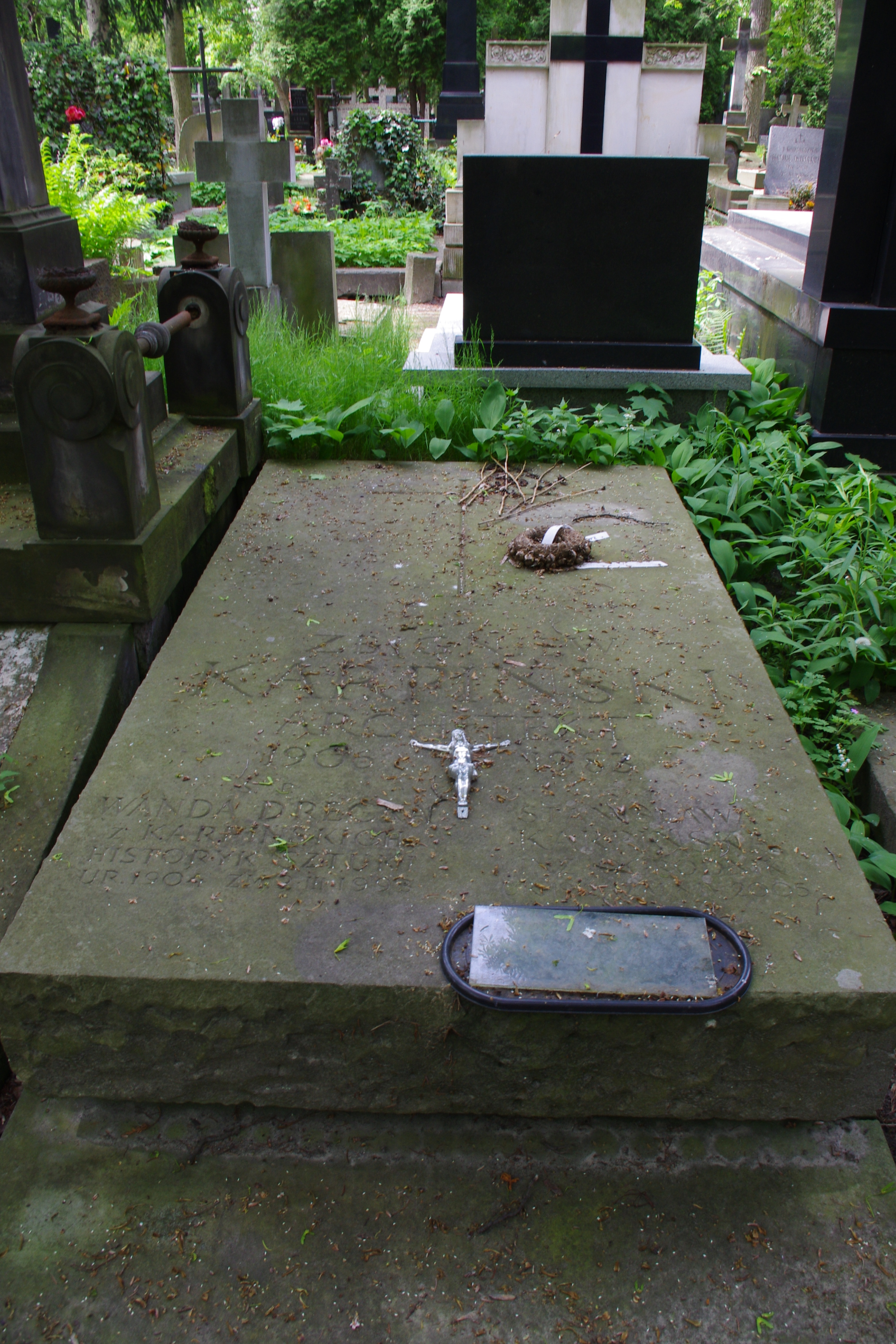
Grób architekta Zbigniewa Karpińskiego na cmentarzu Powązkowskim w Warszawie

Zbigniew Karpiński (ur. 17 kwietnia 1906 w Sankt Petersburgu, zm. 29 marca 1983 w Warszawie) – polski architekt.

## Życiorys
-W 1937 ukończył studia na Politechnice Warszawskiej na Wydziale Architektury. Jeszcze w czasie studiów pracował dwa lata w pracowni Bohdana Pniewskiego. Przed wojną wziął udział w wielu konkursach architektonicznych, uzyskując nagrody i wyróżnienia za:
- Sądy w Gdyni (z T. Sieczkowskim, R. Sołtyńskim, 1934, I nagroda)
- Ośrodek Wychowania Fizycznego Klubu Sportowego „Orzeł“ w Warszawie (z Maciejem Nowickim, 1938–1939)[1]
- Ratusz w Bydgoszczy
- Port Lotniczy na warszawskim lotnisku Gocław i inne.

Do wybuchu wojny pracował jako asystent na Wydziale Architektury.
W 1945 rozpoczął pracę w Biurze Odbudowy Stolicy. Zaprojektował blok Marszałkowska-Wilcza-Krucza-Hoża oraz wiele budynków biur i urzędów państwowych, szczególnie w rejonie tzw. dzielnicy ministerstw (ul. Krucza), m.in.:
- Metalexport, ul. Mokotowska, współautor: Tadeusz Zieliński
- Polimexu i Elektrimu, ul. Czackiego.

W 1955 wraz z Jerzym Kowarskim wygrał konkurs na Ambasadę Polską w Pekinie. 
W 1958 uzyskał I nagrodę ex aequo w konkursie na zabudowę Ściany Wschodniej w Warszawie, tj. zabudowy wschodniej strony ulicy Marszałkowskiej, pomiędzy Alejami Jerozolimskimi a ulicą Świętokrzyską. Od 1960 był generalnym projektantem i wraz z zespołem w latach 1962-1969 zrealizował nową wersję tego projektu. Za projekt i realizację Ściany Wschodniej w 1971 otrzymał Nagrodę Ministra Budownictwa, a w 1972 indywidualną Nagrodę Państwową I stopnia w dziedzinie techniki.
Od 1938 Zbigniew Karpiński prowadził zajęcia z projektowania na Wydziale Architektury Politechniki Warszawskiej i w 1966 został profesorem, a w latach 1971-1973 – dziekanem. W latach 1963–1965 był prezesem Oddziału Warszawskiego SARP i członkiem Rady SARP, przewodniczącym Kolegium Sędziów i delegatem SARP do Komisji Konkursów Międzynarodowej Unii Architektów UIA.
W 1972 został wyróżniony Honorową Nagrodą SARP za wybitne osiągnięcia dla rozwoju architektury. Został również odznaczony Złotym Krzyżem Zasługi i Krzyżem Komandorskim Orderu Odrodzenia Polski, Złotą Odznaką SARP (1965), Medalem XXX-lecia Polski Ludowej (1974) i Odznaką „Milionera” (1974).
Spoczywa na cmentarzu Powązkowskim w Warszawie (kwatera 170-1-16).

## Życie prywatne
Był bratem poety Światopełka Karpińskiego oraz ojcem: działacza opozycji antykomunistycznej Jakuba Karpińskiego, historyka idei Wojciecha Karpińskiego i historyka literatury, działacza opozycji demokratycznej Marka Karpińskiego.

## Zrealizowane projekty
- Gmach Sądów w Gdyni, Plac Konstytucji, 1934-1936 r., współautorzy: Tadeusz Sieczkowski, Roman Sołtyński
- Willa w Kębinach pod Łodzią, ul. Leśnych Duszków 2, 1936-1938 r., zleceniodawca: Robert Biederman
- Dom mieszkalny w Łodzi, Al. Kościuszki 45, 1937-1939 r., zleceniodawca: Eisertowie współautor: inż. Franciszek Brunon Haessner
- Willa w Warszawie, ul. Sułkowskiego, 1938 r., zleceniodawca: Czernichowski
- Ośrodek Wychowania Fizycznego w Warszawie, ul. Podskarbińska 11, współautor: Maciej Nowicki
- Dworek w Czerniakowie (przebudowa), Warszawa, ul. Bernardyńska 1, 1940 r., zleceniodawca: Wojciech Zatwarnicki
- Biurowiec Polimex w Warszawie, ul. Czackiego 7/9/11, 1946-1948 r., zleceniodawca: Polimex, współautor: Tadeusz Zieliński
- Dom mieszkalny w Warszawie, ul. Szczęśliwicka, 1947 r., zleceniodawca: Państwowy Bank Rolny
- Stoisko Państwowego Banku Rolnego na Ogólnokrajowej Wystawie Rolniczej w Poznaniu, 1947 r., zleceniodawca: Państwowy Bank Rolny, nagroda: srebrny medal
- Polskie Stoisko na Międzynarodowej Wystawie Urbanistyki i Mieszkalnictwa w Paryżu, 1947 r., zleceniodawca: Ministerstwo Odbudowy, współautor: Jerzy Sołtan, nagroda: Grand Prix
- Budynek mieszkalny w Warszawie, ul. Radomska 10/12, 1948 r., zleceniodawca: Państwowy Bank Rolny, współautor: Hieronim Karpowicz
- Budynek biurowy Varimex w Warszawie, ul. Krucza 20/22, 1948 r., zleceniodawca: Varimex, współautor: Tadeusz Zieliński
- Gmach Towarzystwa Kredytowego Miejskiego w Warszawie (odbudowa), ul. Czackiego 21, 1949 r., zleceniodawca: Państwowy Bank Rolny, współautor: Tadeusz Zieliński
- Biurowiec Metalexportu w Warszawie, ul. Piękna róg Mokotowskiej, 1950 r., zleceniodawca: Metalexport, współautor: Tadeusz Zieliński, nagroda: II stopnia Komitetu Urbanistyki i Architektury
- Budynek Państwowych Wydawnictw Technicznych w Warszawie, ul. Mazowiecka 2/4, 1950 r., realizacja: 1951 r., zleceniodawca: Państwowe Wydawnictwa Techniczne, współautor: Tadeusz Zieliński
- Budynek biurowy NOT w Warszawie, ul. Świętokrzyska 14, 1950-1952 r., realizacja: 1956 r., zleceniodawca: NOT
- Budynek biurowy Polimex/Elektrim w Warszawie, ul. Czackiego 15/17, 1954 r., zleceniodawca: Polimex, współautor: Tadeusz Zieliński
- Budynek mieszkalny z salonem Motozbytu w Warszawie, ul. Świętokrzyska 16/18, 1952-1955 r.
- Budynek mieszkalny w Warszawie, ul. Mazowiecka 3/5, 1953-1955 r., współautor: Halina Woźniak
- Osiedle mieszkaniowe w Warszawie, Krucza/Wilcza/Hoża/Marszałkowska, 1956 r., realizacja: 1958-1959 r., zleceniodawca: Dyrekcja Budowy Osiedli Robotniczych Południe

1. Budynek mieszkalny z salonem Air France, ul. Krucza 21 i ul. Hoża 19, współautor: Halina Zielenicka
2. Budynek mieszkalny z przedszkolem, ul. Krucza 19, współautor: Tadeusz Niezabitowski
3. Budynek mieszkalny, ul. Krucza 17, współautor: Tadeusz Niezabitowski
4. Domy mieszkalne, ul. Marszałkowska 74 i 68/70, współautor: Halina Woźniak

- Ambasada Polska w Chinach, Pekin, 1956-1960 r., współautorzy: Jerzy Kowarski, Zofia Kowalska, Alina Scholtz, Krystyna Dobrowska, Jacek i Hanna Żuławscy, nagroda: I stopnia Komitetu Urbanistyki i Architektury
- Strona Wschodnia ulicy Marszałkowskiej w Warszawie (Ściana Wschodnia), ul. Marszałkowska 100-122, 1958-1969 r., nagrody: Nagroda Państwowa Indywidualna I Stopnia 1972, Nagroda Ministerstwa Budownictwa i Przemysłu Materiałów Budowlanych 1972

1. Dwa wieżowce mieszkalne, ul. Chmielna 35 i Zgoda 13, współautor: Zbigniew Wacławek, konstrukcja: Włodzimierz Wojnowski
2. Wieżowiec mieszkalny, ul. Świętokrzyska 35, współautorzy: Jan Klewin, Marcin Bogusławski, konstrukcja: Włodzimierz Wojnowski
3. Dwa domy towarowe „Wars” i „Sawa”, współautorzy: Jerzy Jakubowicz, Piotr Zajlich, Ludwik Borawski, konstrukcja: Stanisław Więcek
4. Dom towarowy i młodzieżowy „Junior”, współautor: Zbigniew Wacławek, konstrukcja: Stanisław Więcek
5. Dom towarowy „Sezam”, współautor: Andrzej Sierakowski, konstrukcja: Jan Kopciowski
6. Rotunda PKO, współautor: Jerzy Jakubowicz
7. Biurowiec Universal, współautorzy: Jerzy Jakubowicz, Jerzy Kowarski
8. Dwa budynki mieszkalne i dom mody, ul. Chmielna 34 i Chmielna 36, współautor: Jerzy Kowarski
9. Budynek mieszkalny z barem i sklepami, ul. Widok 24 i Widok 26, współautorzy: Jan Bogusławski, Bohdan Gniewiewski
10. Budynki mieszkalne, ul. Złota 6 i Złota 11, współautorzy: Zbigniew Wacławek, Romuald Widera
11. Budynki mieszkalne, ul. Moniuszki 10 i Zgoda 12, współautor: Jan Klewin
12. Odbudowa budynku z kawiarnią „Adria”, ul. Moniuszki 8, współautorzy: M. Koczow, Jerzy Wasilewski[5]